# Salif Diao
Salif Alassane Diao (Kédougou, 10 februari 1977) is een Senegalese voormalige professionele voetballer die speelde als verdedigende middenvelder.
Diao verhuisde op zijn zeventiende van Senegal naar Frankrijk en begon zijn carrière bij Monaco waar hij de Trophée des Champions en Ligue 1 won. Hij slaagde er niet in een vaste plaats in Monaco vast te houden en verhuisde in 2000 naar Sedan. Diao had toen een indrukwekkend WK 2002 met Senegal, dat de aandacht trok van verschillende Premier League-clubs. Het was Liverpool die de race won en Diao tekende voor £ 5 miljoen in 2002.
Zijn tijd bij Liverpool was niet succesvol en werd uitgeleend aan Birmingham City, Portsmouth en Stoke City. Hij sloot zich in 2007 gratis aan bij het laatstgenoemde Stoke en hielp de club in 2008 aan promotie naar de Premier League.

## Carrière

### Monaco
Diao werd geboren in Kedougou, in de regio Tambacounda . Hij begon zijn carrière in zijn geboorteland voordat hij op zeventienjarige leeftijd naar Frankrijk verhuisde. Hij begon zijn professionele carrière bij Monaco in 1996, maar speelde in het seizoen 1996-1997 helemaal niet voor de club en werd uitgeleend aan het Ligue 2-team SAS Épinal, waar hij twee wedstrijden voor de club speelde. Hij keerde terug naar Monaco voor het seizoen 1997-1998, waar hij twaalf keer speelde in zijn tweede seizoen bij de club. hij maakte ook deel uit van de AS Monaco kant die de ligue 1 won in het seizoen 1999-2000. Hij won ook een zilveren medaille in de African Cup of Nations 2002, waar Senegal in extra tijd verloor van Kameroen .

### Sedan Ardennen
In 2001 tekende hij voor Sedan Ardennen. Hij speelde 32 wedstrijden in alle competities in zijn eerste seizoen bij Sedan Ardennen in het seizoen 2001-02, waaronder drie wedstrijden in de UEFA-cup. Hij maakte zijn debuut op 28 juli 2001 in een 1-1 gelijkspel bij Bastia. Hij speelde 22 wedstrijden voor Sedan in zijn tweede seizoen bij de club met twee extra wedstrijden in de UEFA-cup. Zijn laatste wedstrijd voor Sedan kwam in een 1-1 gelijkspel met FC Lorient op 6 april 2002 voordat hij zich bij de Engelse club Liverpool voegde.

### Liverpool
Hij werd vlak voor het WK 2002 in Zuid-Korea en Japan gekocht door voormalig Liverpool-manager Gérard Houllier van de Franse club CS Sedan Ardennes voor £ 5 miljoen (€ 7,5 miljoen). Hij hielp Senegal de kwartfinales te bereiken, met name door een gedenkwaardig doelpunt te scoren tegen Denemarken in de eerste ronde, hoewel hij vervolgens een rode kaart kreeg.
Bij Liverpool speelde hij vaak als centrale verdediger of als verdediger. Zijn eerste doelpunt van Liverpool kwam tegen Spartak Moskou in de Champions League. Hij scoorde in totaal drie doelpunten, slechts één in de competitie, in een 1-0 overwinning op Leeds United in oktober 2002. Hij werd speelde niet met de ploeg van Liverpool voor de zegevierende Finale van de Football League Cup 2003 ondanks dat hij vaak speelde in de eerdere rondes, waaronder de eerste etappe van de halve finale tegen Sheffield United.
Diao was aanwezig in Istanbul toen Liverpool in 2005 de Champions League won. Hij verscheen slechts één keer in de campagne, als invaller bij Olympiakos in de groepsfase. Het was tijdens het seizoen 2004-05 dat Diao zijn laatste doelpunt van Liverpool scoorde tegen Millwall in de League Cup, en hij speelde zijn laatste wedstrijd voor Liverpool in Norwich City in januari 2005.
In januari 2005 nam Birmingham City Diao voor de rest van het seizoen in bruikleen, maar zijn periode bij Birmingham eindigde vrijwel onmiddellijk door een blessure. De komst van Rafael Benítez en verdedigende middenvelder Mohamed Sissoko betekende het einde van zijn carrière bij Liverpool.
Hij vervoegde Portsmouth in augustus 2005 op huurbasis voor een seizoen, maar bracht een groot deel van het seizoen geblesseerd door. Aan het einde van het seizoen besloot Pompey-manager Harry Redknapp geen gebruik te maken van de optie om hem permanent te contracteren vanwege zijn blessuregevoeligheid. Hij zakte voor een medische keuring bij de club, wat een einde maakte aan zijn kansen om te tekenen.

### Stoke City
Op 10 oktober 2006 werd Diao uitgeleend aan Stoke City. Hij maakte zijn debuut voor Stoke vier dagen later in een 4-0 uitoverwinning bij Leeds United. Op 25 januari 2007 werd zijn contract bij Stoke verlengd tot het einde van het seizoen. Aan het einde van het seizoen 2006-07 werd Diao vrijgegeven door Liverpool, maar hij tekende geen deal met Stoke omdat hij zich zorgen maakte over zijn conditie.
Hij tekende uiteindelijk permanent voor Stoke op een contract van anderhalf jaar in december 2007. Diao leverde een aantal behoorlijke prestaties voor Stoke, waaronder wedstrijden tegen de voormalige club Liverpool en man-of-the-match-optredens tegen Chelsea en Sunderland. In juni 2009 kreeg hij een nieuw contract voor een jaar aangeboden om in het Britannia Stadium te blijven, wat hij accepteerde. Hij scoorde zijn eerste doelpunt voor de club in een uitoverwinning in Portsmouth in februari 2010. Het was pas Diao's tweede competitiedoelpunt ooit en met zijn eerste komst zes jaar eerder.
Diao verliet Stoke nadat hij een nieuw contract had afgewezen dat een gezamenlijke rol als clubambassadeur en speler zou hebben gegeven. Diao veranderde echter van gedachten en stemde ermee in een nieuw contract met Stoke te ondertekenen. Tijdens het seizoen 2010-11 speelde Diao elf keer voor Stoke en was een ongebruikte vervanger in de FA Cup Final 2011. In het seizoen 2011/12 is Diao spaarzaam gebruikt door Pulis, waarbij Diao voornamelijk in de UEFA Europa League speelt en aan het einde van de campagne de club zal verlaten nadat hij een coachende rol heeft afgewezen. Hij verliet Stoke aan het einde van het seizoen 2011-12.

## Internationale carrière
Diao speelde 39 keer voor Senegal en scoorde daarbij vier doelpunten sinds 2000, waaronder een schot tegen Denemarken op het WK 2002 na een reeks snelle passes van zijn teamgenoten om hem op te leiden. Hij werd later van het veld gestuurd in dezelfde wedstrijd. Diao maakte deel uit van de Senegalese ploeg die naar de African Cup of Nations 2002 ging, waar Senegal als tweede eindigde na verlies in de finale van Kameroen en maakte deel uit van de Senegalese ploeg die naar de African Cup of Nations 2004 ging.
Hij stond ook aan de kant die de kwartfinales van de FIFA Wereldbeker 2002 bereikte en speelde wedstrijden, waaronder hun 1-0 overwinning op de huidige kampioen Frankrijk, en scoorde ook in hun 1-1 gelijkspel met Denemarken voordat hij van het veld werd gestuurd, maar keerde terug voor hun kwartfinale exit naar Turkije. Hij was ook betrokken bij de kwalificatiecampagnes van Senegal voor de afgelopen drie World Cups in 2002, 2006 en 2010.

## Privéleven
Diao een oprichter van non-profit organisatie, Sport4Charity. Ook is hij betrokken bij Caap-Afrika.

## Loopbaanstatistieken
| Club                   | Seizoen   | Competitie     | Competitie | Competitie | FA Cup | FA Cup | League Cup | League Cup | Europa | Europa | Totaal | Totaal |
| Club                   | Seizoen   | Division       | Apps       | Goals      | Apps   | Goals  | Apps       | Goals      | Apps   | Goals  | Apps   | Goals  |
| ---------------------- | --------- | -------------- | ---------- | ---------- | ------ | ------ | ---------- | ---------- | ------ | ------ | ------ | ------ |
| Monaco                 | 1996–97   | Ligue 1        | 0          | 0          | 0      | 0      | 0          | 0          | 0      | 0      | 0      | 0      |
| Monaco                 | 1997–98   | Ligue 1        | 12         | 0          | 0      | 0      | 0          | 0          | 0      | 0      | 12     | 0      |
| Monaco                 | 1998–99   | Ligue 1        | 14         | 0          | 0      | 0      | 0          | 0          | 3      | 0      | 17     | 0      |
| Monaco                 | 1999–2000 | Ligue 1        | 1          | 0          | 0      | 0      | 0          | 0          | 1      | 0      | 2      | 0      |
| Monaco                 | Totaal    | Totaal         | 27         | 0          | 0      | 0      | 0          | 0          | 4      | 0      | 31     | 0      |
| Épinal (loan)          | 1996–97   | Ligue 2        | 2          | 0          | 0      | 0      | 0          | 0          | —      | —      | 2      | 0      |
| Sedan Ardennes         | 2000–01   | Ligue 1        | 27         | 0          | 1      | 0      | 1          | 0          | 3      | 0      | 32     | 0      |
| Sedan Ardennes         | 2001–02   | Ligue 1        | 22         | 0          | 1      | 0      | 0          | 0          | 2      | 0      | 25     | 0      |
| Sedan Ardennes         | Totaal    | Totaal         | 49         | 0          | 2      | 0      | 1          | 0          | 5      | 0      | 57     | 0      |
| Liverpool              | 2002–03   | Premier League | 26         | 1          | 2      | 0      | 4          | 0          | 8      | 1      | 40     | 2      |
| Liverpool              | 2003–04   | Premier League | 3          | 0          | 0      | 0      | 1          | 0          | 3      | 0      | 7      | 0      |
| Liverpool              | 2004–05   | Premier League | 8          | 0          | 0      | 0      | 3          | 1          | 3      | 0      | 14     | 1      |
| Liverpool              | Totaal    | Totaal         | 37         | 1          | 2      | 0      | 8          | 1          | 14     | 1      | 61     | 3      |
| Birmingham City (loan) | 2004–05   | Premier League | 2          | 0          | 0      | 0      | 0          | 0          | —      | —      | 2      | 0      |
| Portsmouth (loan)      | 2005–06   | Premier League | 11         | 0          | 1      | 0      | 0          | 0          | —      | —      | 12     | 0      |
| Stoke City             | 2006–07   | Championship   | 27         | 0          | 2      | 0      | 0          | 0          | —      | —      | 29     | 0      |
| Stoke City             | 2007–08   | Championship   | 11         | 0          | 1      | 0      | 0          | 0          | —      | —      | 12     | 0      |
| Stoke City             | 2008–09   | Premier League | 20         | 0          | 0      | 0      | 1          | 0          | —      | —      | 21     | 0      |
| Stoke City             | 2009–10   | Premier League | 16         | 1          | 3      | 0      | 0          | 0          | —      | —      | 19     | 1      |
| Stoke City             | 2010–11   | Premier League | 8          | 0          | 2      | 0      | 1          | 0          | —      | —      | 11     | 0      |
| Stoke City             | 2011–12   | Premier League | 6          | 0          | 0      | 0      | 1          | 0          | 7      | 0      | 14     | 0      |
| Stoke City             | Totaal    | Totaal         | 88         | 1          | 8      | 0      | 3          | 0          | 7      | 0      | 106    | 1      |
| Totaal                 | Totaal    | Totaal         | 216        | 2          | 13     | 0      | 12         | 1          | 30     | 1      | 271    | 4      |

### Internationale
| Nationaal team | Jaar   | Interlands | Goals |
| -------------- | ------ | ---------- | ----- |
| Senegal        | 2001   | 8          | 0     |
| Senegal        | 2002   | 13         | 3     |
| Senegal        | 2003   | 7          | 1     |
| Senegal        | 2004   | 9          | 0     |
| Senegal        | 2009   | 2          | 0     |
| Totaal         | Totaal | 39         | 4     |

Scores en resultatenlijst Senegal's doelpuntentotaal eerst, scorekolom geeft de score aan na elk Diao-doelpunt.
| #  | Datum           | Stadion                                     | Tegenstander | Score | Resultaat | Wedstrijd             |
| -- | --------------- | ------------------------------------------- | ------------ | ----- | --------- | --------------------- |
| 1. | 4 februari 2002 | Stade Modibo Kéïta, Bamako, Mali            | DR Congo     | 1-0   | 2-0       | Afrika Cup 2002       |
| 2. | 7 februari 2002 | Stade Modibo Kéïta, Bamako, Mali            | Nigeria      | 2-1   | 2-1 ( )   | Afrika Cup 2002       |
| 3. | 6 juni 2002     | Daegu World Cup Stadium, Daegu, Zuid-Korea  | Denemarken   | 1-1   | 1-1       | FIFA Wereldbeker 2002 |
| 4. | 31 mei 2003     | Stade Léopold Sédar Senghor, Dakar, Senegal | Kaapverdië   | 2-1   | 2-1       | Vriendelijk           |

## Prijzen

### Club
Monaco
- Ligue 1 : 1999-2000
- Trophee des Champions : 1997-1998

Liverpool
- League Cup voetbal : 2002-03

Stoke city
- runner-up Football League Championship: 2007-08
- FA Cup runner-up: 2010-11

### nationaal
Senegal
- Afrika Cup runner-up: 2002 [25]